# هوراسيو أغيري
هوراسيو أغيري باكا (بالإسبانية: Horacio Aguirre Baca) صحفيٌ وناشرٌ أمريكي (1925–2017)، أسّس مع شقيقه صحيفة «دياريو لاس أميريكاس» في ميامي وتولّى رئاستها التحريرية لعقود. تصف مصادرٌ الصحيفة بأنها أوّل صحيفة يومية بالإسبانية في جنوب شرق الولايات المتحدة منذ 1953، وأقدم صحيفة بالإسبانية في جنوب فلوريدا؛ وقد نعته ميامي هيرالد بأنه «بطلٌ مدنيّ لهذه المدينة» تقديرًا لقيادته التاريخية للصحيفة. أُطلقت الصحيفة في 4 يوليو/تموز 1953 بميامي.

## السيرة والمسيرة
وُلد أغيري في نيو أورلينز لوالدين نيكاراغويين، ثم نشأ في نيكاراغوا قبل أن يغادرها عام 1947 إلى بنما حيث نال درجاتٍ في الحقوق والعلوم السياسية من جامعة بنما، وبدأ الكتابة الافتتاحية في صحيفة El Panamá América (1948). وفي 1953 انتقل إلى ميامي وأطلق مع شقيقه فرانسيسكو أغيري صحيفة Diario Las Américas وتولّى إدارتها التحريرية لأكثر من خمسين عامًا.
شغل أغيري رئاسة الجمعية/المنظمة الدولية للصحافة (SIP/IAPA) لسنة 1983–1984، وظلّ لعقود من أبرز الداعمين لحرية الصحافة في الأمريكيتين.

## «دياريو لاس أميريكاس» وأثرها
تذكر مصادرٌ صحفية ودار الصحيفة أن «دياريو لاس أميريكاس» كانت الأولَى بالإسبانية في جنوب فلوريدا، وإحدى الأقدم في الولايات المتحدة، وأنها مثّلت منبرًا مبكرًا للجاليات اللاتينية في ميامي منذ خمسينيات القرن العشرين.

## الوفاة
تُوفّي أغيري في ميامي بتاريخ 8 سبتمبر 2017 عن 92 عامًا، وأُعلنت ترتيبات الجنازة في «كاباييرو ريفيرو ليتل هافانا» بميامي.